# Khuk Khi Kai
Khuk Khi Kai (en thaï คุกขี้ไก่) est un monument de Thaïlande situé dans la province de Chanthaburi.
Selon les Thaïlandais, il s'agit d'une ancienne prison alors que François Doré, délégué général du Souvenir français en Thaïlande, dans un article publié dans Gavroche Thaïlande en juillet 2016, sceptique, pense que ce n'était en réalité qu'un simple bastion de défense sans fenêtres avec des meurtrières.

## Histoire
Ce bâtiment est construit par les Français en 1893 juste après la guerre franco-siamoise,, lors de l'occupation de la rivière et de la ville de Chanthaburi par l'armée française.
Ce bâtiment est abandonné le 5 janvier 1905 avec le retrait des Français et il est depuis inscrit en tant que site historique et constitue une attraction touristique de la région.

## Description

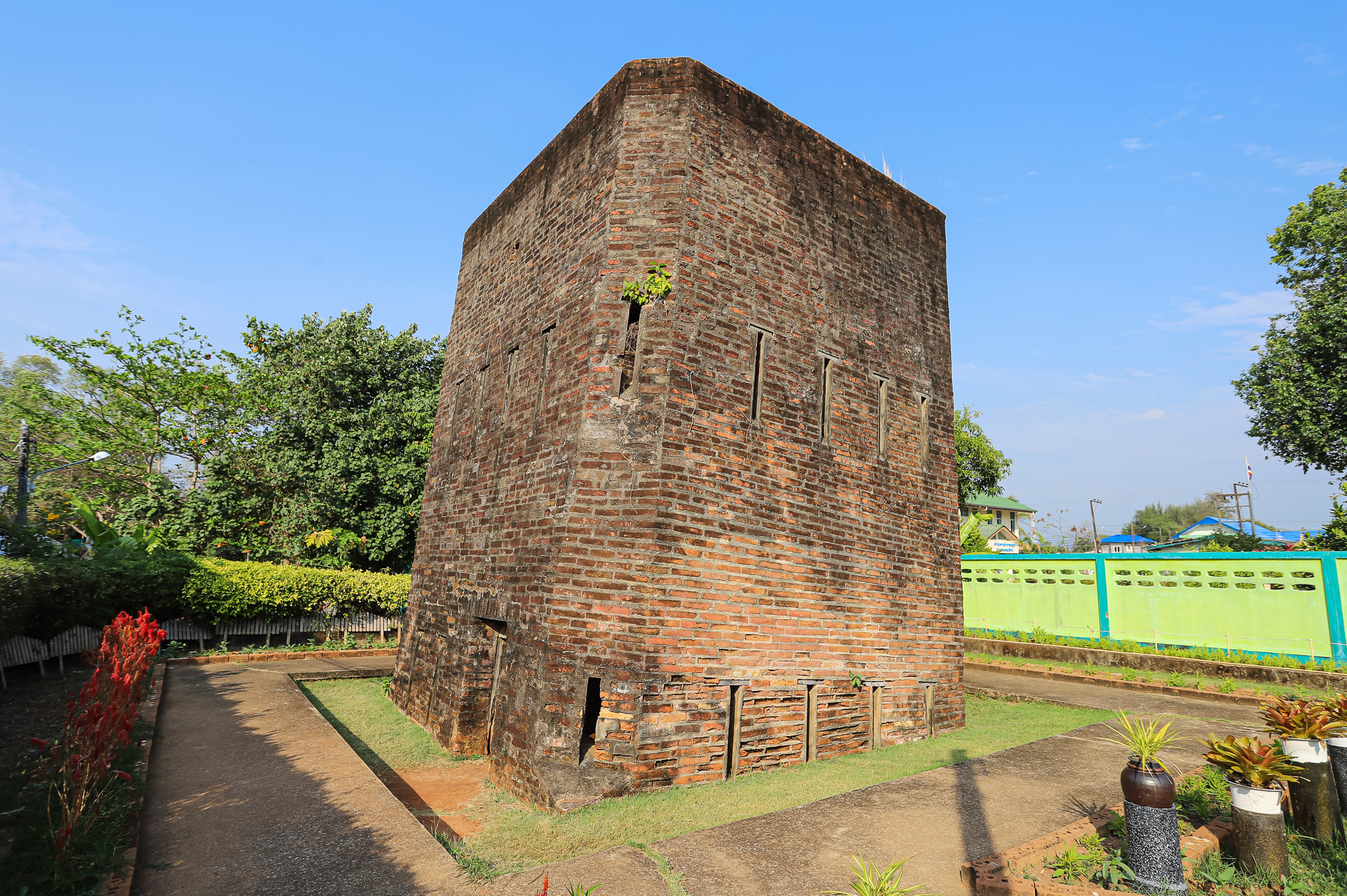
Khuk Khi Kai en 2023

Le bâtiment en brique de 4,4 mètres de longueur et de largeur, de 7 mètres de hauteur, possède deux niveaux et d'étroites ouvertures semblables à des meurtrières. 
Dans l'hypothèse où ce bâtiment est une prison, il a la particularité d'intégrer un système de torture dans son architecture et son fonctionnement : au rez-de-chaussée se trouve la pièce des prisonniers tandis qu'à l'étage se trouve un élevage de poulets,,. Le plancher entre les deux niveaux étant ajouré, les déjections des volailles tombent ainsi en permanence sur les prisonniers qui se trouvent dessous et qui sont également soumis aux gaz de fermentation des fientes,. Affections cutanées, nausées, vomissements, céphalées, irritations des voies respiratoires sont courantes, sans compter la dépression des personnes qui sont soumises à ce traitement.